# Split-Dalmatië
De provincie Split-Dalmatië (Kroatisch: Splitsko-dalmatinska županija) is de centraal-zuidelijke provincie van het Kroatische Dalmatië. Het administratieve centrum is Split. Er wonen in de provincie zo'n 463.676 mensen (2001) en het grondgebied strekt zich uit over een oppervlakte van 4534 km².
De provincie is verdeeld in drie natuurlijke delen: (1) het hoger gelegen binnenland (Kroatisch: Dalmatinska zagora) met vele karstvelden; (2) de smalle kustlijn met een hoge bevolkingsdichtheid en (3) de eilanden tussen de Dalmatische kust en de Adriatische Zee. Gedeelten van de Dinarische Alpen, waaronder ook Dinara vormen een natuurlijke grens met Bosnië en Herzegovina, de bergen Kozjak, Mosor en Biokovo vormen een grens tussen de kuststreek en het binnenland.
De belangrijkste bron van inkomsten in de provincie is het toerisme. De industrie en de sector landbouw worden steeds minder belangrijk.
De autosnelweg Split-Zadar-Karlovac-Zagreb en de Lika-spoorlijn verbinden Split-Dalmatië met de rest van Kroatië. De internationale luchthaven Split-Kaštela wordt voornamelijk in het zomerseizoen door toeristen gebruikt die met chartervluchten naar dit gebied vliegen. Op het eiland Brač is ook nog een (kleiner) verhard vliegveld.

## Demografie
Naast de grootste stad Split (189.000 inw. in het stadsgebied, 240.000 samen met Kaštela en Solin) zijn andere belangrijke kustplaatsen Trogir (11.000), Omiš (6500) en Makarska (13.400). In het binnenland zijn de grootste plaatsen Sinj (11.500 inw, 25.373 in de gemeente), Imotski (4350) en Vrgorac (2200).
Vanwege aanhoudende emigratie hebben de plaatsjes op de eilanden steeds minder inwoners, grotere plaatsen zijn Supetar (3000) op het eiland Brač, Hvar (3700) en Stari Grad (1900) op Hvar en Vis (1800) en Komiža (1500) op Vis.
De etnische bevolkingsstructuur is als volgt:
- Kroaten 446.539 (96,30%)
- Serviërs 5520 (1,19%)
- Albanezen 900 (0,19%)
- Bosniakken 888 (0,19%)
- Slovenen 746 (0,16%)
- Montenegrijnen 593 (0,13%)

## Bestuurlijke indeling

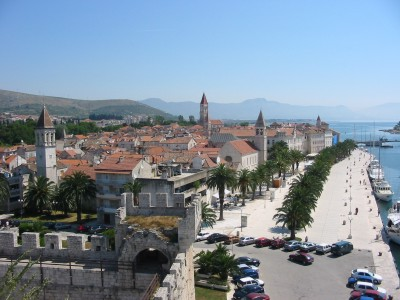
Trogir

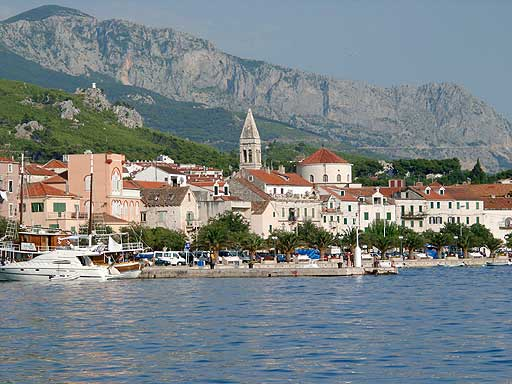
Makarska

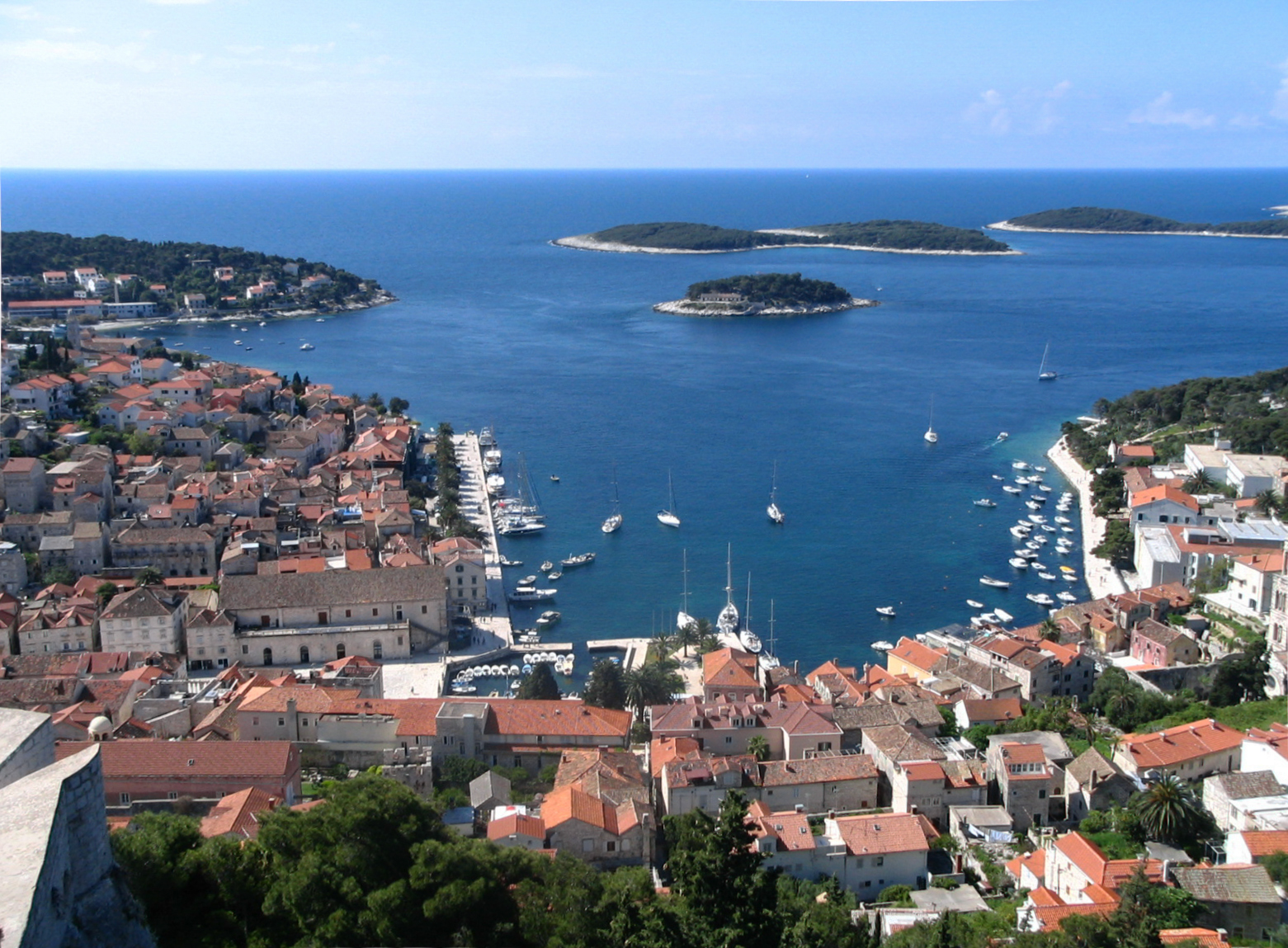
Hvar

Split-Dalmatië is onderverdeeld in:
- De provinciehoofdstad Split
- De stad Hvar
- De stad Kaštela
- De stad Komiža
- De stad Makarska
- De stad Omiš
- De stad Sinj
- De stad Solin
- De stad Stari Grad
- De stad Supetar
- De stad Trogir
- De stad Vis
- De stad Vrgorac
- De stad Vrlika
- De stad Imotski
- De gemeente Baška Voda
- De gemeente Bol
- De gemeente Cista Provo
- De gemeente Dicmo
- De gemeente Brela
- De gemeente Muć
- De gemeente Proložac
- De gemeente Dugi Rat
- De gemeente Dugopolje
- De gemeente Gradac
- De gemeente Hrvace
- De gemeente Jelsa
- De gemeente Klis
- De gemeente Lećevica
- De gemeente Lokvičići
- De gemeente Lovreć
- De gemeente Marina
- De gemeente Milna
- De gemeente Nerežišća
- De gemeente Okrug
- De gemeente Otok Dalmatinski
- De gemeente Podbablje
- De gemeente Podgora
- De gemeente Podstrana
- De gemeente Postira
- De gemeente Prgomet
- De gemeente Primorski Dolac
- De gemeente Pučišća
- De gemeente Runović
- De gemeente Seget
- De gemeente Selca
- De gemeente Sućuraj
- De gemeente Sutivan
- De gemeente Šestanovac
- De gemeente Šolta
- De gemeente Trilj
- De gemeente Tučepi
- De gemeente Vinišće
- De gemeente Zadvarje
- De gemeente Zagvozd
- De gemeente Zmijavci

## Provinciale regering
De huidige Župan (prefect) is: Ante Sanader (HDZ)
De provinciale assemblee bestaat uit 51 vertegenwoordigers van de volgende politieke partijen:
- Kroatische Democratische Unie (HDZ) 16
- Sociaaldemocratische Partij van Kroatië (SDP) 11
- Kroatische Sociaal Liberale Partij (HSLS) 5
- Kroatische Boerenpartij (HSS) 4
- Kroatische Pure Partij van Rechtsen (HČSP) 4
- Kroatische Democratische Republikeinse Partij (HDRS) 3
- Kroatische Volkspartij (HNS) 2
- Kroatische Ware Renaissance (HIP) 2
- Kroatische Christelijke Democratische Unie (HKDU) 2
- Kroatisch Dalmatisch Huis (HDD) 1
- Partij van Kroatische Renaissance (SHP) 1